# Lu Csün
Lu Csün (Peking, 1959. március 19. –) kínai nemzetközi labdarúgó-játékvezető.

## Pályafutása

### Nemzeti játékvezetés
Játékvezetésből 1979-ben Pekingben vizsgázott. A Pekingi labdarúgó-szövetség által üzemeltetett labdarúgó bajnokságokban kezdte sportszolgálatát. A Kínai labdarúgó-szövetség Játékvezető Bizottságának minősítésével a Jia-A Liga játékvezetője. Küldési gyakorlat szerint rendszeres partbírói, majd (1993-tól) 4. bírói szolgálatot is végzett. A nemzet játékvezetéstől 2005-ben visszavonult. Jia-A Liga mérkőzéseinek száma: 200. 2010-ben – két másik játékvezetővel együtt – kenőpénz elfogadásának vádjával letartóztatták, majd bíróság elé állították. 2012-ben a bíróság öt és fél év börtönre ítélte, miután beismerte, hogy több mint 128 000 dollár kenőpénz ellenében hét bajnoki mérkőzés eredményét befolyásolta.

### Nemzetközi játékvezetés
A Kínai labdarúgó-szövetség JB terjesztette fel nemzetközi játékvezetőnek, a Nemzetközi Labdarúgó-szövetség (FIFA) 1991-től tartotta nyilván bírói keretében. A FIFA JB központi nyelvei közül az angolt beszéli. Több nemzetek közötti válogatott és klubmérkőzést vezetett, vagy működő társának 4. bíróként segített. A nemzetközi játékvezetést 2005-ben befejezte.

#### Női labdarúgó-világbajnokság
Az 1991-es női labdarúgó-világbajnokságona FIFA JB hivatalnoki szolgálattal bízta meg. A FIFA JB biztonsági döntés alapján férfi és női játékvezetőket hívott a tornára. Partbírói feladatokat is kapott. Kettő esetben 2. pozíciós küldésben részesült. Világbajnokságon vezetett mérkőzéseinek száma: 2.
| Időpont            | Helyszín                  | Mérkőzés típusa              | Mérkőzés                                   | Eredmény | Nézők száma |
| ------------------ | ------------------------- | ---------------------------- | ------------------------------------------ | -------- | ----------- |
| 1991. november 17. | New Plaza Stadion, Foshan | csoportmérkőzés (B. csoport) | Japán–Brazília                             | 0 – 1    | 14 000      |
| 1991. november 21. | Ying Dong Stadion, Panyu  | csoportmérkőzés (B. csoport) | Brazil női labdarúgó-válogatott–Svédország | 0 – 2    | 12 000      |

#### Labdarúgó-világbajnokság
Az 1997-es U17-es labdarúgó-világbajnokságon a FIFA JB bemutatta a résztvevőknek.
| Időpont              | Helyszín                         | Mérkőzés típusa              | Mérkőzés         | Eredmény | Nézők száma |
| -------------------- | -------------------------------- | ---------------------------- | ---------------- | -------- | ----------- |
| 1997. szeptember 5.  | Port Szaíd-i stadion, Port Szaíd | csoportmérkőzés (D. csoport) | Argentína–Ghána  | 0 – 0    | 30 000      |
| 1997. szeptember 14. | Nemzetközi Stadion, Kairó        | egyik negyeddöntő            | Németország–Mali | 0 – 0    | 7 000       |

---

##### U20-as labdarúgó-világbajnokság
Az U20-as, az 1999-es ifjúsági labdarúgó-világbajnokságon a FIFA JB játékvezetőként alkalmazta.
| Időpont           | Helyszín                      | Mérkőzés típusa              | Mérkőzés                                      | Eredmény | Nézők száma |
| ----------------- | ----------------------------- | ---------------------------- | --------------------------------------------- | -------- | ----------- |
| 1999. április 4.  | Ahmadou Bello Stadion, Kaduna | csoportmérkőzés (B. csoport) | Ghána–Horvátország                            | 1 – 1    | 16 000      |
| 1999. április 7.  | Ahmadou Bello Stadion, Kaduna | csoportmérkőzés (B. csoport) | Horvát U20-as labdarúgó-válogatott–Kazahsztán | 5 – 1    | 5 000       |
| 1999. április 10. | Ahmadou Bello Stadion, Kaduna | csoportmérkőzés (B. csoport) | Horvát U20-as labdarúgó-válogatott–Argentína  | 0 – 0    | 4 000       |
| 1999. április 14. | Sani Abacha Stadion, Kano     | egyik nyolcaddöntő           | Írország–Nigéria                              | 1 – 1    | 20 000      |
| 1999. április 21. | Ahmadou Bello Stadion, Kaduna | egyik elődöntő               | Mali–Spanyolország                            | 1 – 3    | 6 000       |

---
Az 1994-es labdarúgó-világbajnokságon, az 1998-as labdarúgó-világbajnokságon, a 2002-es labdarúgó-világbajnokságon és a 2006-os labdarúgó-világbajnokságon a FIFA JB bíróként alkalmazta. Selejtező mérkőzéseket az AFC zónában vezetett. Az első kínai bíró, aki világbajnokságon tevékenykedett. Világbajnokságon vezetett mérkőzéseinek száma: 2.

##### 1994-es labdarúgó-világbajnokság
| Időpont           | Helyszín              | Mérkőzés típusa           | Mérkőzés                                                   | Eredmény |
| ----------------- | --------------------- | ------------------------- | ---------------------------------------------------------- | -------- |
| 1993. április 28. | Városi Stadion, Dubaj | előselejtező (F. csoport) | Egyesült Arab Emírségek–Srí Lanka                          | 3 – 0    |
| 1993. május 3.    | Városi Stadion, Dubaj | előselejtező (F. csoport) | Egyesült arab emírségekbeli labdarúgó-válogatott–Banglades | 7 – 0    |

##### 1998-as labdarúgó-világbajnokság

###### Selejtező mérkőzés
| Időpont           | Helyszín                     | Mérkőzés típusa           | Mérkőzés                                                 | Eredmény | Nézők száma |
| ----------------- | ---------------------------- | ------------------------- | -------------------------------------------------------- | -------- | ----------- |
| 1997. március 2.  | Rajamangala Stadion, Bangkok | előselejtező (6. csoport) | Thaiföld–Dél-Korea                                       | 1 – 3    | 20 000      |
| 1997. április 11. | Nemzeti Stadion, Riffa       | előselejtező (3. csoport) | Bahrein–Egyesült arab emírségekbeli labdarúgó-válogatott | 1 – 2    | 18 000      |

##### 2002-es labdarúgó-világbajnokság

###### Selejtező mérkőzés
| Időpont             | Helyszín                      | Mérkőzés típusa          | Mérkőzés          | Eredmény | Nézők száma |
| ------------------- | ----------------------------- | ------------------------ | ----------------- | -------- | ----------- |
| 2001. május 18.     | Al-Hamadaniah Stadion, Aleppó | első kör (1. csoport)    | Szíria–Omán       | 3 – 3    | 18 000      |
| 2001. augusztus 31. | Nemzeti Stadion, Manáma       | második kör (A. csoport) | Szaúd-Arábia–Irak | 1 – 0    | 10 000      |

###### Világbajnoki mérkőzés
| Időpont          | Helyszín                      | Mérkőzés típusa              | Mérkőzés              | Eredmény | Nézők száma |
| ---------------- | ----------------------------- | ---------------------------- | --------------------- | -------- | ----------- |
| 2002. június 14. | Városi Stadion, Tedzson       | csoportmérkőzés (D. csoport) | Lengyelország–Amerika | 3 – 1    | 26 482      |
| 2002. június 3.  | Világbajnoki Stadion, Niigata | csoportmérkőzés (G. csoport) | Horvátország–Mexikó   | 0 – 1    | 32 239      |

##### 2006-os labdarúgó-világbajnokság
| Időpont             | Helyszín                      | Mérkőzés típusa           | Mérkőzés                         | Eredmény | Nézők száma |
| ------------------- | ----------------------------- | ------------------------- | -------------------------------- | -------- | ----------- |
| 2004. szeptember 8. | Nemzetközi Stadion, Ammán     | előselejtező (1. csoport) | Jordánia–Irán                    | 0 – 2    | 20 000      |
| 2004. október 13.   | Sultan Qaboos Stadion, Muscat | előselejtező (3. csoport) | Ománi labdarúgó-válogatott–Japán | 0 – 1    | 35 000      |

#### Konföderációs kupa
A 2001-es konföderációs kupán a FIFA JB bíróként foglalkoztatta.
| Időpont         | Helyszín                      | Mérkőzés típusa              | Mérkőzés        | Eredmény | Nézők száma |
| --------------- | ----------------------------- | ---------------------------- | --------------- | -------- | ----------- |
| 2001. június 2. | Marcel Saupin Stadion, Nantes | csoportmérkőzés (B. csoport) | Kanada–Brazília | 0 – 0    | 12 095      |

#### Olimpiai játékok
A 2000. évi nyári olimpiai játékok labdarúgó tornájának, ahol a FIFA JB bírói szolgálatra alkalmazta.
| Időpont              | Helyszín                          | Mérkőzés típusa              | Mérkőzés              | Eredmény | Nézők száma |
| -------------------- | --------------------------------- | ---------------------------- | --------------------- | -------- | ----------- |
| 2000. szeptember 16. | Hindmarsh Stadion, Adelaide       | csoportmérkőzés (A. csoport) | Olaszország–Honduras  | 3 – 1    | 18 301      |
| 2000. szeptember 20. | Cricket Ground Stadion, Melbourne | csoportmérkőzés (B. csoport) | Spanyolország–Marokkó | 2 – 0    | 24 623      |

#### Ázsia-kupa
Az 1996-os Ázsia-kupán, a 2000-es Ázsia-kupán, valamint a 2004-es Ázsia-kupán az AFC JB bírói szolgálattal bízta meg.

##### 1996-os Ázsia-kupa
| Időpont            | Helyszín                      | Mérkőzés típusa              | Mérkőzés                                                   | Eredmény | Nézők száma |
| ------------------ | ----------------------------- | ---------------------------- | ---------------------------------------------------------- | -------- | ----------- |
| 1996. december 10. | Zájed Sejk Stadion, Abu-Dzabi | csoportmérkőzés (A. csoport) | Egyesült arab emírségekbeli labdarúgó-válogatott–Indonézia | 2 – 0    | 10 000      |
| 1996. december 8.  | Ál Maktúm Stadion, Dubaj      | csoportmérkőzés (B. csoport) |                                                            | 1 – 3    | 12 000      |

##### 2000-es Ázsia-kupa
| Időpont           | Helyszín                    | Mérkőzés típusa              | Mérkőzés                                                     | Eredmény | Nézők száma |
| ----------------- | --------------------------- | ---------------------------- | ------------------------------------------------------------ | -------- | ----------- |
| 2000. október 12. | Sportvárosi Stadion, Bejrút | csoportmérkőzés (A. csoport) | Libanon–Iráni labdarúgó-válogatott                           | 0 – 4    | 42 418      |
| 2000. október 18. | Sportvárosi Stadion, Bejrút | csoportmérkőzés (A. csoport) | Libanoni labdarúgó-válogatott–Thaiföldi labdarúgó-válogatott | 1 – 1    | 45 000      |

##### 2004-es Ázsia-kupa
| Időpont          | Helyszín                            | Mérkőzés típusa              | Mérkőzés                                                  | Eredmény | Nézők száma |
| ---------------- | ----------------------------------- | ---------------------------- | --------------------------------------------------------- | -------- | ----------- |
| 2004. július 23. | Shandong Stadion, Csinan            | csoportmérkőzés (B. csoport) | Jordánia – Kuvaiti labdarúgó-válogatott                   | 2 – 0    | 28 000      |
| 2004. július 28. | Sichuan Longquanyi Stadion, Csengtu | csoportmérkőzés (D. csoport) | Ománi labdarúgó-válogatott–Thaiföldi labdarúgó-válogatott | 2 – 0    | 13 000      |

## Szakmai sikerek
Az Ázsiai Labdarúgó-szövetség (AFC) JB 1998-ban és 2008-ban az Év Játékvezetője elismerő címmel jutalmazta.